# ダブルスキン構造

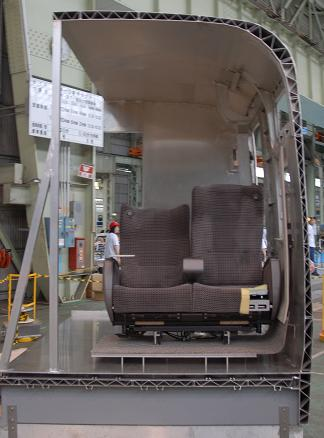
ダブルスキン構造の断面（写真は、新幹線N700系電車）

ダブルスキン構造（ダブルスキンこうぞう）とは、鉄道車両の構体構造の一種である。

## 概要
従来、鉄道車両の構体を構成するために必要だった外板と骨組（柱や梁）を一体にまとめた構造であり、その断面は、段ボールと同じように、2枚の板の間にトラス状の補強部材が入っており、それにより、骨組み無しでも強度を確保できる仕組みとなっている。車体の製造時には、トラス状の断面を持つアルミニウム合金の大型押出成形材を溶接でつなぎ合わせて製造されているが、最近の溶接方法は摩擦攪拌溶接（FSW）が主流となっており、近畿車輛ではレーザーMIGハイブリッド溶接と呼ばれる独自の溶接方法を採用している。
利点としては、剛性が高く構体のたわみが少ないことである。外壁部のみで必要な強度を確保できるため従来のシングルスキン構造で必要だった柱や梁といった骨材が不要であるため、室内への突出がなくなり室内空間を広く取れる。そして2枚の板と板の間の隙間に制振材を挿入することができるため、客室内への騒音をきわめて低く抑えることができることである。また、車体の屋根板と側板が一体化されたことによる部品点数の削減と柱や梁の省略により製造工程の簡素化や製造コストの低減も実現している。
欠点としては、2重構造のため重量的には若干重めで、軽量化に対しては若干不利なことであるが、トータルバランスではシングルスキン構造より圧倒的に優れているため、近年開発された新幹線N700系電車などの多くの鉄道車両の構体構造として採用されている。日立製作所のA-trainシステムおよび川崎重工業のefACEシステムでも採用されている。

## 採用の歴史
日本国内で初めて採用したのは、1981年に製造した山陽電気鉄道3050系7次車である。同車はアルミニウム合金の押出形材を組み合わせて屋根構体や側構体を製作し（シングルスキン構造）、側梁と床構体、軒桁（側構体と屋根の合わせ部）の構体部材には中空構造のアルミ押出形材を使用した。これが、現在は「ダブルスキン構造」と呼ばれる中空形材であるが、当時は「ダブルスキン構造」と言った用語はなく、単に「中空形材」などと呼ばれていた。
中空構造の床構体は横梁を省略しており、代わりに中空形材に一体成形されたカーテンレール状の機器のつり溝があり、ボルトを介して床下機器を吊り下げている。このことは、機器吊り用の梁に左右されることなく機器の配置ができ、移設などの改造も容易な構造である。さらに、中空形材内部を電線ダクトとして使用することも可能で、合理的な構造となる。
この構造は、山陽電気鉄道3050系以前にヨーロッパの鉄道車両ですでに実績があった。山陽電気鉄道で採用後、京阪6000系、営団地下鉄01系、大阪市交通局20系で採用が続いた。
ただし、阪急7300系（アルミ車両）や国鉄203系など構体に押出形材を使用したアルミ車両もあるが、これらの床構体は一般的な台枠構造（シングルスキン構造）である。

### セミダブルスキン構造
シングルスキン構造の一部に、ダブルスキン構造を採用したのが「セミダブルスキン構造」である。
2002年（平成14年）に製造が開始された帝都高速度交通営団（営団地下鉄）08系において採用された。同系列では従来からの床構体に加えて、側構体の下部構造（7人掛け座席間は台枠との接合部付近のみ、車端部は側窓下全体）を中空形材による二重構造（ダブルスキン構造）としたものである。
このほか、東京地下鉄9000系5次車、京阪13000系、札幌市交通局9000形においてセミダブルスキン構造を採用している。ただし、営団地下鉄08系とは構造が異なる。
日立製作所製の東京モノレール10000形電車では、シングルスキン構造とダブルスキン構造を組み合わせた構体を「ハイブリッド構体」と称している。

### ダンシェープ
中空形材内部は空洞であり、ここに制振樹脂を溶融着により貼り付けることで遮音性（騒音低減）や振動の低減に大きな効果を発揮する。神戸製鋼所が1994年（平成6年）に開発したもので、アルミ制振形材「ダンシェープ」（登録商標）の名称で販売している。
1996年（平成8年）、営団地下鉄（当時）南北線9000系2次車（46両）で最初に採用され、新幹線車両ではE2系新幹線やE3系新幹線（量産車）に採用されたほか、500系新幹線、700系新幹線では全面的に採用された。N700系新幹線にも採用されている。

### スミシャット
住友軽金属工業（現・UACJ）が1994年に発表したもので、中空形材内部に塩化スチレン・ブタジェン系ゴムの制振発泡材を充填したものが「スミシャット」である。一部の新幹線車両に採用したとされている。

## ステンレス構体のダブルスキン構造
ステンレス車体においてもレーザー溶接またはスポット溶接を用いたダブルスキン構造が研究され、2002年3月に東急車輛製造落成したJR東日本E993系電車（ACトレイン）のクハE993-1（スポット溶接によるダブルスキン構造）サハE993-1（レーザー溶接によるダブルスキン構造）で試験的に採用した。ステンレスのダブルスキン構造はレーザー溶接、スポット溶接どちらでも可能。
この工法は一定の成果を収めたが、パネル製造メーカーが撤退したため、当面の実用化は見送られた。